# 안동초등학교
안동초등학교는 대한민국 경상북도 안동시 남문동에 있는 공립 초등학교이다.

## 학교 연혁
- 1909년 5월 9일 사립안동보통학교로 개교(사립영가학교·동명학교 병합)
- 1911년 3월 31일 안동공립보통학교 설립 인가(현 시청자리)
- 1928년 12월 20일 현 위치(남문동 189)로 이전
- 1938년 4월 1일 안동서부공립심상소학교 (교명 변경)[1]
- 1941년 4월 1일 안동서부공립국민학교 (교명 변경)[2]
- 1946년 6월 25일 안동중앙국민학교 (교명 변경)
- 1954년 5월 25일 화성국민학교가 본교에 편입
- 1978년 3월 1일 안동국민학교로 교명 변경
- 1983년 3월 1일 병설유치원 1학급 인가
- 1995년 3월 1일 송강국민학교가 편입
- 1995년 9월 1일 원림국민학교가 편입
- 1996년 3월 1일 안동초등학교로 개칭[3]
- 2011년 5월 25일 청솔관 재개관(체육관)
- 2019년 3월 1일 8학급 편성(특수학급 1학급), 유치원 4학급 편성(특수학급 1학급)
- 2023년 3월 1일 7학급 편성, 유치원 3학급 편성(특수학급 1학급)
- 2023년 9월 1일 제39대 정도기 교장 취임
- 2025년 2월 7일 제114회 졸업식(졸업생 총 수 29,623명)
- 2025년 3월 4일 초등7학급, 유치원 2학급 편성

## 상징
- 교화 : 국화 - 강건, 끈기, 협동, 심미, 봉사, 고상
- 교목 : 소나무 - 큰 인물, 푸른 꿈, 쓸모있는 사람

## 참고 자료
- 안동초등학교 - 한국교육학술정보원 학교알리미